# Tratado de Zaragoza

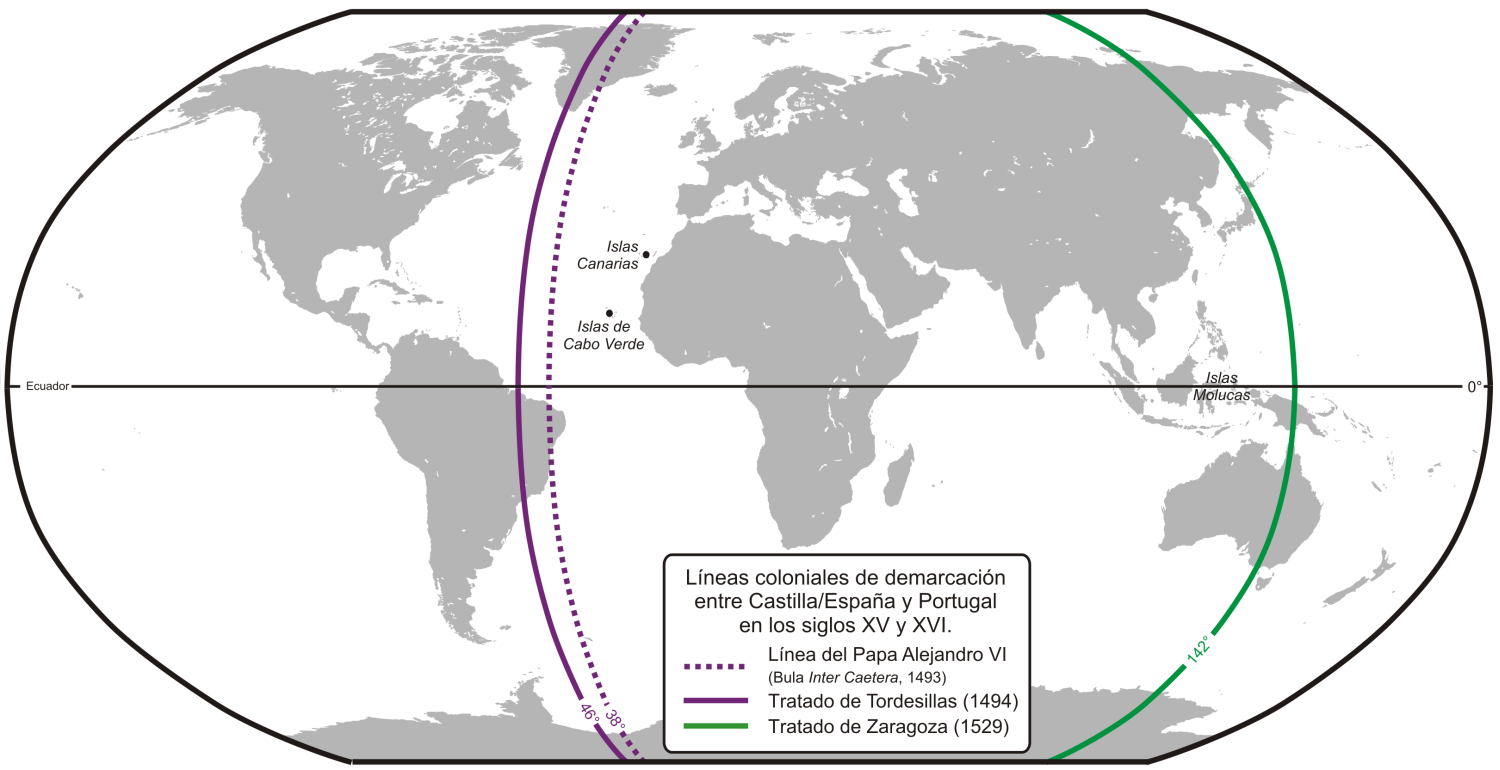
Línea del Tratado de Tordesillas (en morado) y del Tratado de Zaragoza (en verde).

El Tratado de Zaragoza es un tratado de paz firmado el 22 de abril de 1529 entre España y Portugal, donde reinaban Carlos I y Juan III de Portugal, respectivamente. El tratado delimitó exactamente las zonas de influencia portuguesa y española en Asia. 
Tras convertir Juan Sebastián Elcano en vuelta completa al mundo la expedición por el oeste para llegar a las Molucas de Fernando de Magallanes en 1519-1521/1522, surgió una disputa por las valiosas Molucas, situadas en el archipiélago malayo. Sin embargo, la expedición de Magallanes fue muy costosa y otra expedición a las islas a partir de 1525 fue planeada. Dirigida por García Jofre de Loaísa y Juan Sebastián Elcano, este último participante en la expedición de Magallanes, la misión fue un fracaso. La ruta a través del Estrecho de Magallanes y por el Pacífico era demasiado peligrosa para tener éxito como ruta comercial, por lo que Carlos I acabó renunciando a todas las pretensiones españolas sobre las Molucas. Estas islas desempeñaban un importante papel en el comercio de Indias como proveedor de especias, vendiéndolas el rey español "por poco dinero" (350.000 ducados) al rey portugués Juan III.

## Antecedentes: la cuestión de las Molucas
En 1494 Castilla y Portugal habían firmado el Tratado de Tordesillas, que dividía el mundo en dos zonas de exploración y colonización: la castellana y la portuguesa. Este tratado estableció un meridiano en el océano Atlántico, con zonas al oeste de la línea exclusivas para España, y al este de la línea para Portugal.
Durante el siglo XVI, los portugueses llegaron a las Indias Orientales rodeando África y cruzando el océano Índico (Malaca en 1509). En 1511, Malaca, entonces centro del comercio asiático, fue conquistada para Portugal por Afonso de Albuquerque. Al enterarse de la ubicación de las llamadas "Islas de las especias" –las Islas Banda, Ternate y Tidore en las Islas Maluku (la moderna Indonesia), entonces la única fuente mundial de nuez moscada y clavo, y también productoras de canela y pimienta, y el principal objetivo de las exploraciones europeas en el océano Índico– Albuquerque envió una expedición dirigida por António de Abreu en busca de las Molucas, en particular de las islas Banda. La expedición llegó a principios de 1512, pasando en ruta por las Islas Menores de la Sonda, siendo los primeros europeos en llegar allí.  Antes de llegar a Banda, los exploradores visitaron las islas de Buru, Ambon y Seram. Más tarde, tras una separación forzada por un naufragio, el vicecapitán de Abreu Francisco Serrão navegó hacia el norte y, pero su barco se hundió frente a Ternate, donde obtuvo una licencia para construir una fortaleza-fábrica portuguesa: el Forte de São João Baptista de Ternate.
Las cartas que describen las "Islas de las Especias", de Serrão a Fernando Magallanes, que era su amigo y posiblemente un primo, ayudaron a Magallanes a persuadir a la Corona española para que armara una expedición para conquistar dichas islas. El 6 de noviembre de 1521, las Molucas, "la cuna de todas las especias", fueron alcanzadas desde el este por la flota del difunto Magallanes, que navegaba entonces al mando de Gonzalo Gómez de Espinosa. Magallanes y Serrão no pudieron reencontrarse porque Serrão murió en la isla de Ternate casi al mismo tiempo que Magallanes lo hacía en la batalla de Mactan en las Filipinas.
Después de que la expedición de Magallanes llegara a las islas Molucas navegando hacia el oeste y que Juan Sebastián de Elcano regresase a España con la noticia completando la primera circunnavegación del planeta, el emperador Carlos decidió mandar una nueva expedición para establecer sus derechos, comandada por García Jofre de Loaisa. La expedición llegó a las Molucas, tras muchas pérdidas de naves y vidas, y fundó el fuerte de Tidore. Se produjo un conflicto con los portugueses ya establecidos en la isla. Los españoles fueron derrotados en pocos meses pero los supervivientes logrando mantenerse durante casi una década de escaramuzas por la posesión de las islas.

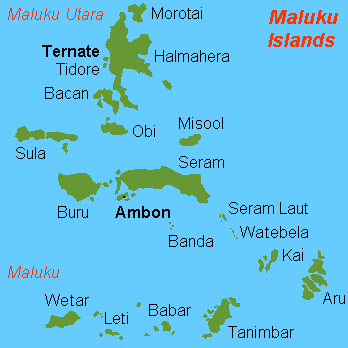
Mapa de las islas Maluku, mostrando Ternate y Tidore

## Junta de Badajoz-Elvas
En 1524, ambos reinos organizaron la "Junta de Badajoz-Elvas" para resolver la disputa. Cada corona nombró a tres astrónomos y cartógrafos, tres pilotos y tres matemáticos, que formaron una comisión para establecer la localización exacta del antimeridiano de Tordesillas, y se pretendía dividir el mundo entero en dos hemisferios iguales.
La delegación portuguesa enviada por el rey Juan III incluía a António de Azevedo Coutinho, Diogo Lopes de Sequeira y Lopo Homem cartógrafo y cosmógrafo. El plenipotenciario de Portugal fue Mercurio Gâtine, y los de España fueron el conde Mercurio Gâtine, García de Loaysa, obispo de Osma, y García de Padilla, gran maestre de la Orden de Calatrava. El antiguo cartógrafo portugués Diogo Ribeiro, formaba parte de la delegación española.
Se cuenta que en esta reunión tuvo lugar una divertida anécdota. Según el escritor castellano contemporáneo Pedro Mártir d'Anghiera, un niño pequeño paró a la delegación portuguesa y le preguntó si pretendían repartirse el mundo. La delegación respondió que sí. El niño respondió enseñando el trasero y sugiriendo que trazaran la línea por su raja del culo.
La junta se reunió varias veces, en Badajoz y Elvas, sin llegar a un acuerdo. Los conocimientos geográficos de la época eran inadecuados para una asignación precisa de la longitud, y cada grupo eligió mapas o globos terráqueos que mostraban que las islas estaban en su propio hemisferio.  Juan III y Carlos V acordaron no enviar a nadie más a las Molucas hasta que se estableciera en qué hemisferio estaban situadas.
Entre 1525 y 1528, Portugal envió varias expediciones a los alrededores de las islas Maluku. Gomes de Sequeira y Diogo da Rocha fueron enviados por el gobernador de Ternate Jorge de Meneses a las Célebes (también visitadas ya por Simão de Abreu en 1523) y al norte. Los expedicionarios fueron los primeros europeos en llegar a las islas Carolinas, a las que llamaron "Islas de Sequeira ".  Exploradores como Martim Afonso de Melo (1522-24), y posiblemente Gomes de Sequeira (1526-1527), avistaron las islas Aru y las islas Tanimbar.  En 1526 Jorge de Meneses llegó al noroeste de Papúa Nueva Guinea, desembarcando en Biak en las islas Schouten, y desde allí navegó hasta Waigeo en la península Cabeza de Pájaro.
Por otra parte, además de la expedición Loaísa de España a las Molucas (1525-1526), los castellanos enviaron allí una expedición por el Pacífico, dirigida por Álvaro de Saavedra Cerón (1528) (preparada por Hernán Cortés en México), con el fin de competir con los portugueses en la región. Miembros de la expedición de García Jofre de Loaísa fueron hechos prisioneros por los portugueses, que devolvieron a los supervivientes a Europa por la ruta occidental. Álvaro de Saavedra Cerón llegó a las islas Marshall, y en dos intentos fallidos de regresar desde las islas Molucas por el Pacífico, exploró parte del oeste y norte de Nueva Guinea, llegando también a las Islas Schouten y avistando Yapen, así como las Islas del Almirantazgo y las Carolinas.
El 10 de febrero de 1525, la hermana menor de Carlos V, Catalina de Austria, se casó con Juan III de Portugal, y el 11 de marzo de 1526, Carlos V se casó con la hermana del rey Juan Isabel de Portugal. Estas bodas cruzadas estrecharon los lazos entre las dos coronas, facilitando un acuerdo sobre las Molucas. Al emperador le interesaba evitar el conflicto, para poder centrarse en su política europea, y los españoles no sabían entonces cómo hacer llegar las especias de las islas Malucas a Europa por la ruta oriental. La ruta Manila-Acapulco no fue establecida hasta 1565 por Andrés de Urdaneta.

## Tratado
El Tratado de Zaragoza estableció que la frontera oriental entre las dos zonas de dominio estaría a 297 1⁄2 leguas (1763 kilómetros, 952 millas náuticas), o 17° al este, de las islas Molucas. Esta línea de demarcación se encontraba por lo tanto aproximadamente cerca del meridiano 135° al este de Greenwich. A cambio de ceder así la posesión de las Molucas a Portugal, el emperador Carlos V recibió un pago de 350 000 ducados del rey de Portugal.
El tratado incluía una cláusula de salvaguarda que establecía que el trato se desharía si en algún momento el emperador deseaba revocarlo, siendo reembolsado a los portugueses el dinero que debían pagar, y cada nación "tendrá el derecho y la acción como es ahora". Sin embargo, eso nunca ocurrió, porque el emperador necesitaba desesperadamente el dinero portugués para financiar la Guerra de la Liga de Cognac contra su archienemigo Francisco I de Francia.
El tratado no aclaraba ni modificaba la línea de demarcación establecida por el Tratado de Tordesillas, ni validaba la reclamación de España de tener un hemisferio completo de 180°, ya que las dos líneas dividían la Tierra en porciones desiguales. La porción de Portugal representaba aproximadamente 191° de la circunferencia terrestre, mientras que la de España era de aproximadamente 169°. Había un margen de incertidumbre de ±4° en cuanto al tamaño exacto de ambas porciones, debido a la variación de opiniones sobre la ubicación precisa de la línea de Tordesillas.
En virtud del tratado, Portugal obtuvo el control de todas las tierras y mares al oeste de la línea, incluyendo toda Asia y sus islas vecinas (incluidas Las Molucas) hasta ahora "descubiertas", dejando a España con la mayor parte del océano Pacífico. Aunque las Filipinas no se mencionaron en el tratado, España renunciaba implícitamente a cualquier reclamación sobre ellas, ya que se encontraban al oeste de la línea. Sin embargo, en 1542, el emperador Carlos V decidió colonizar las Filipinas, suponiendo que Portugal no protestaría demasiado porque el archipiélago no tenía especias. Aunque fracasó en su intento, su hijo el rey Felipe II sí lo consiguió en 1565, estableciendo el primer puesto comercial europeo en Manila. Tal y como esperaba su padre, hubo poca oposición por parte de los portugueses.
En realidad, Portugal compra los derechos españoles sobre las islas (lo que de hecho los reconoce), incluyendo los de propiedad, derecho de navegación y derecho de comercio. Además, el pacto incluía una cláusula por la cual el Rey de España podía invalidarlo a cambio de devolver el pago portugués.
Entre otras consecuencias, la firma de este acuerdo supuso la desaparición de la Casa de la Especiería de La Coruña, creada en 1522 con el fin de monopolizar el comercio español de las especias.
En épocas posteriores, la colonización portuguesa en Brasil durante la Unión Ibérica se extendió muy al oeste de la línea definida en el Tratado de Tordesillas y en lo que hubiera sido territorio español según el tratado. Posteriormente se trazaron nuevos límites en el Tratado de Madrid de 1750 que resultaron en los límites actuales de Brasil.

## Contestación al tratado

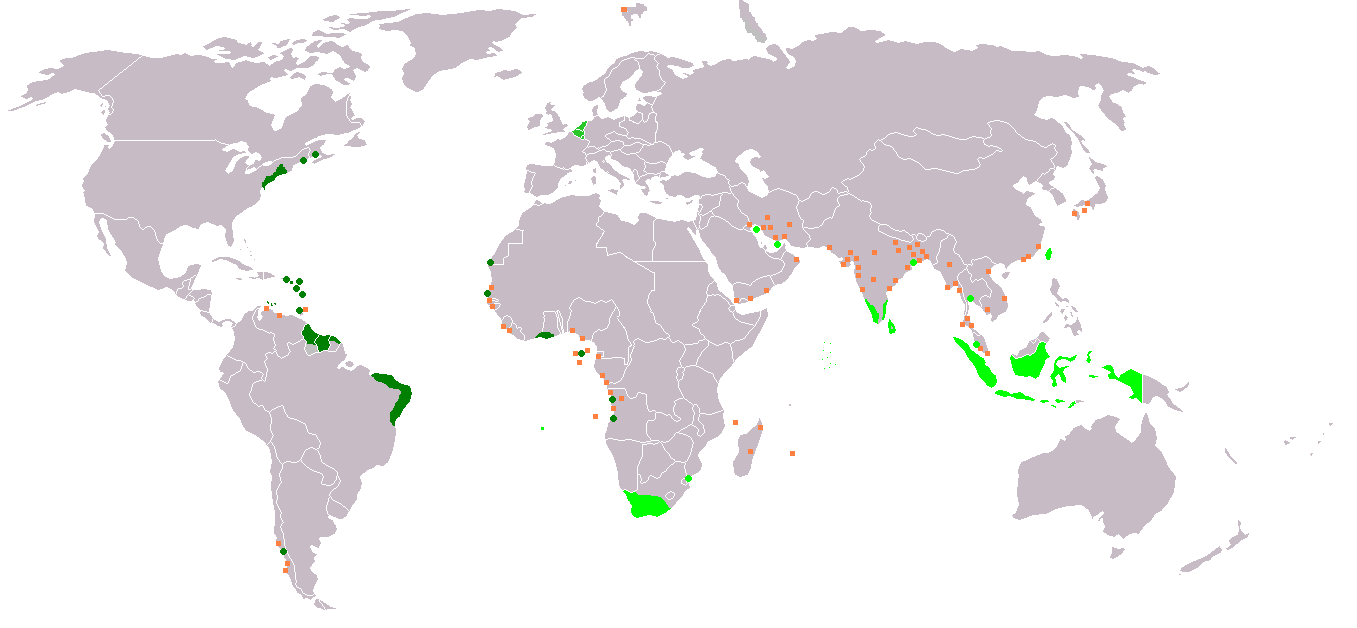
Imperio holandés al principio de la historia.

El resto de potencias europeas no aceptaron esta división del mundo entre castellanos y portugueses y el monopolio sobre el descubrimiento, la navegación y el comercio se estableció a favor de las potencias ibéricas desafiadas por Francia, Inglaterra y más tarde por las Provincias Unidas, que creían que las decisiones papales no eran vinculantes y que el tratado era un compromiso bilateral aplicable sólo a los firmantes.  El septiembre de 1522 llegaron a Castilla los miembros supervivientes de la primera circunnavegación terrestre. Esto impulsó a los comerciantes franceses a buscar nuevas rutas comerciales y en 1523 el rey Francisco I de Francia financió expediciones comandadas por Giovanni da Verrazzano para explorar un área comprimida entre la Florida y Terranova con el objetivo de encontrar una ruta marítima hasta el océano Pacífico. Durante el siglo XVI, portugueses y castellanos recordaron la prohibición que prohibía a los extranjeros la navegación por sus respectivos dominios, y hasta entonces, los españoles se establecieron en las Filipinas, que se encontraban en territorio portugués según los acuerdos del tratado de Zaragoza.
Su vigilancia oficial quedó reducida después de la Paz de Cateau-Cambrésis de 1559 cuando las monarquías hispánica y francesa decidieron trabajar activamente contra la herejía protestante y aquellas potencias comprendieron que su influencia política se jugaba tanto en el mar como en la tierra, comenzó la era de las grandes potencias navales que compitieron entre sí en diversos planes, desde el debate teórico hasta el conflicto bélico.  La rivalidad entre los Estados por descubrimientos, navegación y comercio a las Américas y a Asia provocó una controversia entre los partidarios por la exclusividad de los dominios marítimos, mare clausum, y los de la libertad de los mares, mare liberum. El 1609, en su Mare liberum, el holandés Hugo Grotius defendió la noción de que la ley de la naturaleza y de las naciones prohibía cualquier apropiación de alta mar, que se consideraba propiedad común de todos los países, tesis a la que se opuso el inglés John Selden, en Mare clausum. En la década de 1640 España y Portugal admitieron el derecho de los extranjeros a navegar por lo que, durante un tiempo, consideraban su parte del mundo.